# Marcos del Torniello
José Manuel García González (Santiago de Ambiedes, Gozón; 28 de noviembre de 1853 - Avilés; 9 de febrero de 1938) fue un escritor, profesor y conferenciante español, más conocido por su pseudónimo Marcos del Torniello. Es una figura señera entre los escritores y poetas en asturiano.

## Biografía
Nació en la avilesina Casa de Rosalía, siendo bautizado en la parroquia de San Nicolás de Bari. Sus restos reposan en el cementerio de La Carriona.
Procedió de un origen muy humilde, habiendo enfermado su padre, se vio obligado a los quince años a sustituir a su progenitor en el trabajo. Pero su gran avidez por estudiar y por el conocimiento, lo encaminó al Colegio de La Merced, de Domingo Álvarez Acebal, donde inició su formación. Posteriormente, sería su profesor, llegando a fundar el Colegio de San José. Adoptó como suyo el nombre de su padre, Benigno, figurando como José Benigno en la portada de todas sus obras. 
Comenzó a colaborar en 1885 en castellano en la prensa asturiana, y llegó a fundar un semanario de vida efímera. También escribió en periódicos locales y dirigió El Vigía. Conferenciante en 1904, publicó en ese mismo año su primer volumen de poesías, prologado por el Marqués de la Vega de Anzo y dedicado a Fermín Canella. En 1906 realizó una salida al teatro con La Esfoyeta. Orbayos de la quintana, poesías en bable, se publicó en 1925, con la portada de Paulino Vicente, dedicatoria a Armando Palacio Valdés, que lo prologó en forma de carta, y un epílogo de Alfredo García Sánchez. En los Juegos Florales celebrados en Avilés en 1904 fue premiado por su canto A la mujer avilesina; en los de 1918 su composición Covadonga, y en los de 1927 obtuvo también premio con un soneto dedicado a la memoria del escritor Juan Ochoa y Betancourt. El 10 de noviembre de 1926, y a petición de intelectuales avilesinos, el Ayuntamiento rindió homenaje al poeta, dando nombre a una calle de la villa.

## Obra
- Tambor y gaita : poesías en dialecto asturiano, Marcos del Torniello, Oviedo: Escuela Tipográfica del Hospicio Provincial, 1904.
- Colasón de Patagorda o En qué falto yo a daquién, Marcos del Torniello, Avilés: Imp. La Esperanza, 1918.
- Orbayos de la quintana : (poesías en dialecto asturiano), Marcos del Torniello, Madrid, 1925
- Aires de la pumarada